# Reflexkalapács
A reflexkalapács olyan orvosi műszer, amelyet a szakemberek a mély ínreflexek tesztelésére használnak, a legismertebb talán a patelláris reflex. A reflexek tesztelése a neurológiai fizikális vizsgálat fontos része a központi vagy perifériás idegrendszer rendellenességeinek kimutatása érdekében.
A speciális reflexkalapácsok kifejlesztése előtt kifejezetten a mellkas ütésére szolgáló kalapácsokat használták a reflexek kiváltására. Ez azonban nehézkesnek bizonyult, mivel a mellkasi ütőkalapács súlya nem volt elegendő ahhoz, hogy megfelelő ingert keltsen a reflexhez.

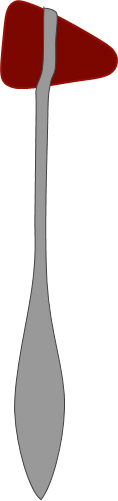
"Tomahawk" reflexkalapács

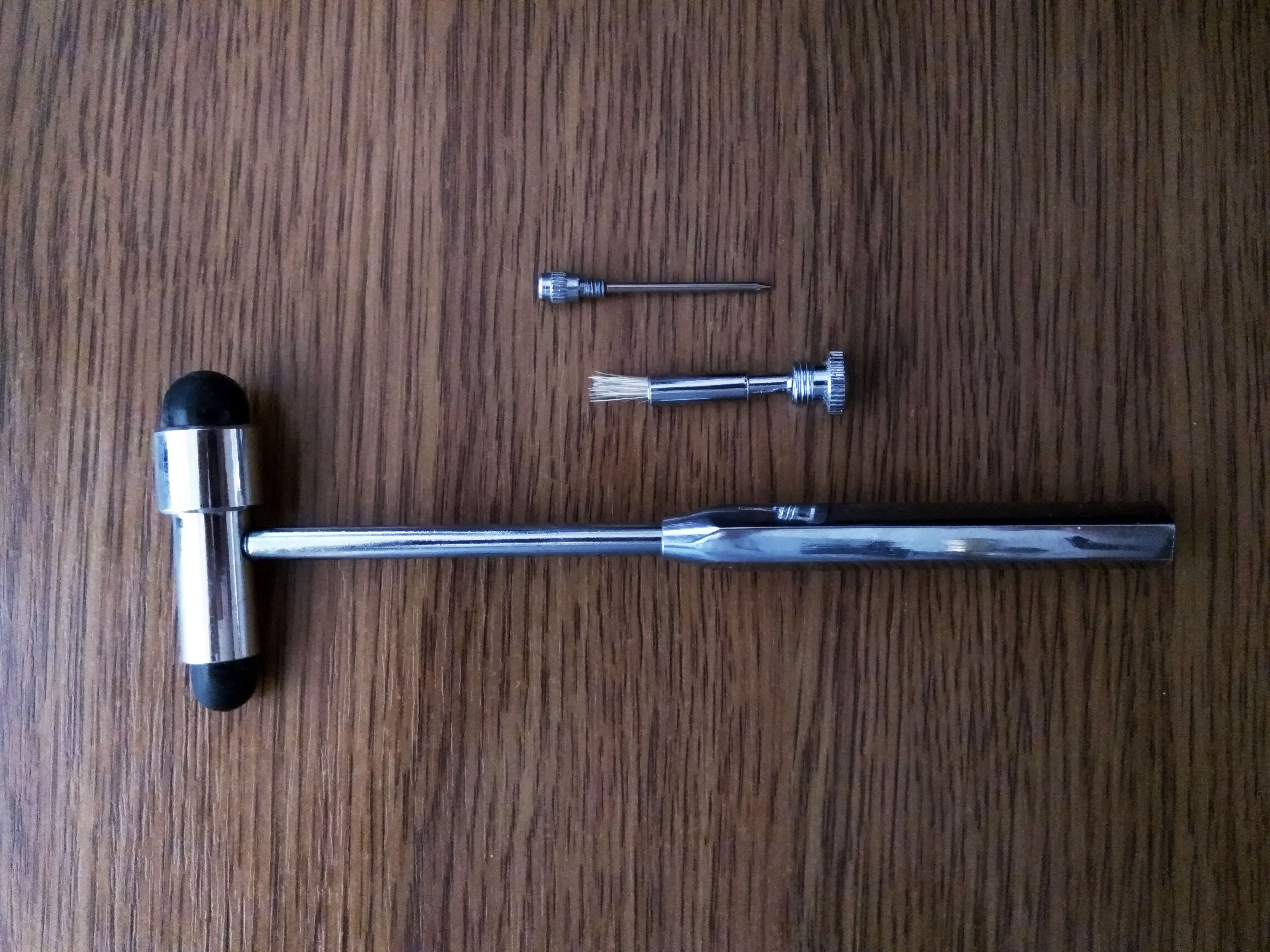
Buck reflexkalapács

## Modellek
- A Taylor-[2] vagy tomahawk reflexkalapácsot John Madison Taylor tervezte 1888-ban, és ez a legismertebb reflexkalapács az Egyesült Államokban. Háromszög alakú gumielemből áll, amely egy lapos fémfogantyúhoz van rögzítve. A hagyományos Taylor-kalapács súlya lényegesen könnyebb a nehezebb európai kalapácsokhoz képest.
- A Queen Square-i reflexkalapácsot a londoni Queen Square-en található National Hospital for Nervous Diseases (jelenleg National Hospital for Neurology and Neurosurgery) használatára tervezték. Eredetileg változó hosszúságú, átlagosan 25–40 centiméteres (10–16 hüvelyk) bambusz- vagy nádnyéllel készült, amely egy 5 centiméteres (2 hüvelykes) fémlemezhez volt rögzítve műanyaggal. A Queen Square kalapács ma már műanyag formákkal is készül, és gyakran élesen elkeskenyedő vége van, hogy lehetővé tegye a talpi reflexek tesztelését, bár ez a megszigorított fertőzésellenőrzés miatt már nem javasolt. Ez a brit neurológusok által javasolt reflexkalapács.
- A Babinski-reflexkalapácsot[3] Joseph Babiński tervezte 1912-ben, és hasonló a Queen Square-i kalapácshoz, kivéve, hogy fémfogantyúja gyakran levehető. A Babinski-kalapácsok teleszkóposak is lehetnek, ami lehetővé teszi a kompakt tárolást. Babinski kalapácsát Amerikában Abraham Rabiner neurológus népszerűsítette a klinikai használatban, aki Babinski békeajánlataként kapta a műszert, miután két bécsi fekete nyakkendő ügyében veszekedtek.
- A Trömner-reflexkalapácsot Ernst Trömner tervezte. Ez a modell kétfejű kalapács alakú. A nagyobb kalapács az ínfeszítési reflexek kiváltására, a kisebb kalapács pedig az ütős myotonia kiváltására szolgál.
- Egyéb reflexkalapács-típusok közé tartoznak a Buck[4], Berliner[5] és Stookey reflexkalapácsok.